# Kambambes fästning
Kambambes fästning är belägen på östsidan av floden Kwanza i provinsen Cuanza Norte, Angola.
Fästningen uppfördes 1604 av portugiserna för att upprättahålla kontrollen i området och utvidga slavhandeln.. Fästningen är sedan 22 november 1996 uppsatt på tentativa världsarvslistan.